# Tour de Polonia 2007
La 64.ª edición de la competición ciclista Tour de Polonia fue una carrera de ciclismo en ruta por etapas que se celebró entre el 9 y el 15 de septiembre de 2007 en Polonia con inicio en la ciudad de Varsovia y final la ciudad de Karpacz sobre un recorrido de 1225,7 kilómetros.
La carrera formó parte del UCI ProTour 2007 y fue ganada por el belga Johan Vansummeren del Predictor-Lotto seguido del neerlandés Robert Gesink del Rabobank y el luxemburgués Kim Kirchen del T-Mobile.

## Equipos participantes
| ProTeams (20)- AG2R Prévoyance - Astana - Bouygues Telecom - Caisse d'Épargne - Cofidis-Le Crédit par Téléphone - Crédit agricole - CSC - Discovery Channel - Euskaltel-Euskadi - Gerolsteiner - La Française des jeux - Lampre-Fondital - Liquigas - Team Milram - Predictor-Lotto - Quick Step-Innergetic - Rabobank - Saunier Duval-Prodir - T-Mobile - Unibet.com Equipos continentales profesionales (2)- Ceramica Flaminia - Action-Uniqa |
| |

## Etapas
| Etapa     | Fecha     | Recorrido                  | type                     | Distancia (km) | Ganador           | Líder             |
| --------- | --------- | -------------------------- | ------------------------ | -------------- | ----------------- | ----------------- |
| 1.ª etapa | 9 de sep  | Varsovia – Varsovia        | contrarreloj por equipos | 3              | Lampre-Fondital   | Roberto Longo     |
| 2.ª etapa | 10 de sep | Płock – Olsztyn            | etapa llana              | 203,6          | Graeme Brown      | Graeme Brown      |
| 3.ª etapa | 11 de sep | Ostróda – Gdansk           | etapa llana              | 192,2          | David Kopp        | Wouter Weylandt   |
| 4.ª etapa | 12 de sep | Chojnice – Poznań          | etapa llana              | 242,3          | Danilo Napolitano | Danilo Napolitano |
| 5.ª etapa | 13 de sep | Gmina Września – Świdnica  | etapa llana              | 255,7          | Murilo Fischer    | Danilo Napolitano |
| 6.ª etapa | 14 de sep | Dzierżoniów – Jelenia Góra | etapa de media montaña   | 181,2          | Filippo Pozzato   | Murilo Fischer    |
| 7.ª etapa | 15 de sep | Jelenia Góra – Karpacz     | etapa de montaña         | 147,7          | Johan Vansummeren | Johan Vansummeren |

## Clasificaciones finales
Las clasificaciones finalizaron de la siguiente forma:

### Clasificación general
| \| Clasificación general \| Clasificación general \| Clasificación general \| Clasificación general \| Clasificación general \| \| Ciclista \| Ciclista \| Equipo \| Tiempo \| \| \| --------------------- \| --------------------- \| --------------------- \| --------------------- \| --------------------- \| \| 1.º \| Johan Vansummeren \| Predictor-Lotto \| 25 h 50 min 34 s \| \| \| 2.º \| Robert Gesink \| Rabobank \| + 10 s \| \| \| 3.º \| Kim Kirchen \| T-Mobile \| + 11 s \| \| \| 4.º \| Fabian Wegmann \| Gerolsteiner \| + 12 s \| \| \| 5.º \| Alessandro Ballan \| Lampre-Fondital \| + 16 s \| \| \| 6.º \| Pablo Lastras \| Caisse d'Épargne \| + 16 s \| \| \| 7.º \| Fränk Schleck \| CSC \| + 16 s \| \| \| 8.º \| Danilo Di Luca \| Liquigas \| + 23 s \| \| \| 9.º \| José Joaquín Rojas \| Caisse d'Épargne \| + 26 s \| \| \| 10.º \| Thomas Voeckler \| Bouygues Telecom \| + 26 s \| \| |                    |                  |                  |
| |                    |                  |                  |
| |                    |                  |                  |
| Clasificación general |                    |                  |                  |
| Ciclista | Ciclista           | Equipo           | Tiempo           |
| 1.º | Johan Vansummeren  | Predictor-Lotto  | 25 h 50 min 34 s |
| 2.º | Robert Gesink      | Rabobank         | + 10 s           |
| 3.º | Kim Kirchen        | T-Mobile         | + 11 s           |
| 4.º | Fabian Wegmann     | Gerolsteiner     | + 12 s           |
| 5.º | Alessandro Ballan  | Lampre-Fondital  | + 16 s           |
| 6.º | Pablo Lastras      | Caisse d'Épargne | + 16 s           |
| 7.º | Fränk Schleck      | CSC              | + 16 s           |
| 8.º | Danilo Di Luca     | Liquigas         | + 23 s           |
| 9.º | José Joaquín Rojas | Caisse d'Épargne | + 26 s           |
| 10.º | Thomas Voeckler    | Bouygues Telecom | + 26 s           |